# Rōmaji
Il rōmaji (ローマ字? lett. "caratteri romani") è un sistema di scrittura usato in Giappone che utilizza le lettere dell'alfabeto latino per la romanizzazione della lingua giapponese e dei suoi altri tre sistemi di scrittura: lo hiragana, il katakana e quello logografico basato sui caratteri kanji.
Esistono diversi sistemi di trascrizione in rōmaji: i più usati sono il sistema Hepburn e il sistema Kunrei. Il più diffuso è il sistema Hepburn, che si differenzia dal Kunrei solo per qualche sillaba e per la scrittura dei suoni contratti. Il primo si avvicina di più alla pronuncia, mentre il secondo è più schematico (dove lo Hepburn utilizza ta, chi, tsu, te e to per trascrivere le sillabe italiane ta, ci, zu, te e to, il Kunrei utilizza ta, ti, tu, te e to).
I giapponesi usano occasionalmente il rōmaji per scrivere i testi, uno dei casi più frequenti è quello relativo ai nomi delle località sui segnali stradali, che vengono scritti usando gli altri sistemi di scrittura, ma anche con il rōmaji per consentire agli stranieri di saperli leggere. Altri casi isolati sono quelli delle insegne o dei nomi che vogliono imitare uno stile occidentale. Negli ultimi tempi viene occasionalmente utilizzato il modo di scrivere occidentale da sinistra a destra al posto del classico sistema di scrittura verticale. Il rōmaji si è enormemente diffuso negli ultimi anni e viene insegnato nelle scuole perché attraverso la sillabazione in caratteri romani si possono scrivere i testi in giapponese su apparecchi elettronici (computer, telefoni cellulari, eccetera).